# Crescencio Gómez Valladares
Crescencio Gómez Valladares, né le 19 avril 1833 à Tegucigalpa et mort le 9 mai 1921, est un homme d'État hondurien. Il est président du Honduras à deux reprises, du 15 mai au 1er septembre 1865 et du 13 juin au 12 août 1876.